# Henry E. Jensen
Henry E. Jensen (født 17. december 1937 i Tylstrup i Vendsyssel) er en dansk agronom og professor.
Han blev cand.agro. i 1962 og dr.agro. i 1980. Han var først amanuensis, siden lektor og derefter 1985-2003 professor ved KVL.
Han har siden 1985 været medlem af Akademiet for de Tekniske Videnskaber.
Han repræsenterede Venstre i Slangerup byråd 1982-86.